# Почтмейстерский выпуск
Почтмейстерский выпуск
Почтмейстерский выпуск — название почтовых марок, выпущенных местными почтовыми органами (почтмейстерами) или по их инициативе и преимущественно носящих временный характер. Это может быть надпечатка на почтовой марке, нанесение зубцовки на беззубцовую марку, и т. п.

## Классификация
Выделяют следующие виды почтмейстерских выпусков:
- локальные выпуски,
- локальные (местные) марки,
- почтмейстерские марки,
- почтмейстерская перфорация, которая, в свою очередь, подразделяется на почтмейстерскую просечку и почтмейстерскую зубцовку.

## Описание видов

### Локальные выпуски
Под локальными выпусками понимаются знаки почтовой оплаты, выпускаемые в пределах территории местной почты, находятся в обращении параллельно со знаками почтовой оплаты данной области или заменяют их по таким причинам как нехватка почтовых марок, проведение денежной реформы, события политического характера. Такие выпуски могут быть в обращении на ограниченной территории или во всей зоне действия почты, либо даже в межгосударственном почтовом сообщении. Примером служат городские (переходные) выпуски в бывших оккупационных зонах Германии в 1945—1946 годах; локальный освободительный выпуск 1944 года во Франции; выпуски различных городов Польши в 1918—1920 годах; трансильванские городские выпуски в Румынии в 1944—1945 годах; локальный выпуск с надпечатками в Австрии в 1945 году.
От локальных выпусков следует отличать региональные выпуски, под которыми понимаются знаки почтовой оплаты, выпускаемые или находящиеся в обращении в одной части единой почтовой территории.

### Местные марки
Местные почтовые марки издаются местными почтовыми властями и в употреблении ограничены границами данного района.

### Почтмейстерские марки
Почтмейстерскими марками называются почтовые марки, которые в XIX веке, на заре истории почтовой марки, эмитировали отдельные почтмейстеры для местных почтовых нужд.
«Большой филателистический словарь» относит к почтмейстерским маркам только местные марки США, которые выпускались почтмейстерами Нью-Йорка, Балтимора, Сент-Луиса и некоторых других американских городов в 1846—1861 годах.

### Почтмейстерская перфорация
Почтмейстерской перфорацией называется перфорация (либо зубцовка, либо просечка), выполненная местным почтовым учреждением на беззубцовых почтовых марках с целью облегчения их отделения при продаже. Нередко такая перфорация делается без разрешения соответствующей почтовой администрации и часто — примитивным образом с помощью ручного колёсика для выкроек или швейной машины. Впрочем встречается и качественная машинная зубцовка или просечка.

#### Почтмейстерская просечка
Известна почтмейстерская просечка Наумбурга (Заале), Лошвица (Восточная Саксония) в Германии в 1945 году.

#### Почтмейстерская зубцовка
Известна почтмейстерская зубцовка отрезного выпуска Восточной Саксонии (ГПД Дрезден) 1945 года почтамтами городов Косвиг, Гроссрёрсдорф, Клотцше и Дрезден-Лошвиц, города Росвейна в Западной Саксонии.